# (36487) 2000 QJ42
2000 QJ42 (asteroide 36487) é um asteroide da cintura principal. Possui uma excentricidade de 0.08320880 e uma inclinação de 4.55852º.
Este asteroide foi descoberto no dia 24 de agosto de 2000 por LINEAR em Socorro.